# 27. Sinfonie (Mozart)
Die Sinfonie G-Dur Köchelverzeichnis 199 komponierte Wolfgang Amadeus Mozart 1773 in Salzburg. Er war damals 17 Jahre alt. Nach der Alten Mozart-Ausgabe trägt die Sinfonie die Nummer 27.

## Allgemeines

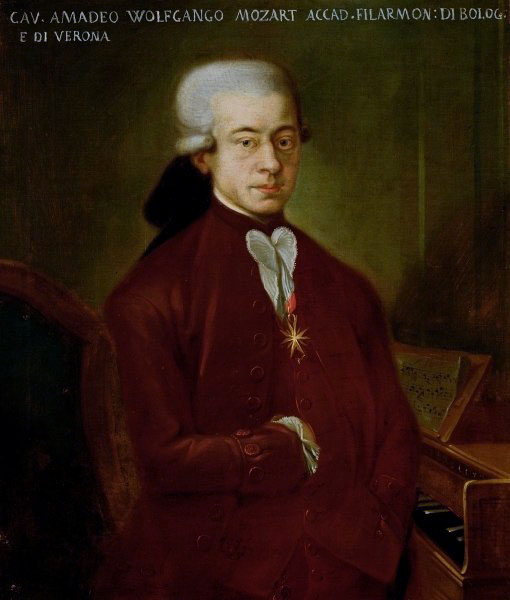
Mozart im Jahr 1777

Zur Entstehung der „Salzburger Sinfonien“ Köchelverzeichnis (KV) 162–202 siehe bei   KV 162. Die Sinfonie KV 199, datiert vom 10. oder 16. April 1773, ist zwar dreisätzig angelegt, jedoch vom Charakter her kein Eröffnungsstück, sondern eine Konzertsinfonie, „konventionell in Form und musikalischer Sprache“. Die Hauptabschnitte der Sätze werden wiederholt, so dass Finscher (1998) meint, KV 199 sei „wenn alle Wiederholungen gespielt werden (und es gibt keinen Grund, das nicht zu tun), ein geradezu befremdlich langes Stück, weil die Substanz seiner Länge kaum entspricht.“ Volker Scherliess (2005) schreibt zur „Substanz“: „Wenn es vor allem um polyphone Durcharbeitung geht, besteht der Einwand wohl zu Recht, wenigstens für die ersten beiden Sätze; wenn aber motivische Abwechslung, organisches Beantworten und Weiterführen einer Phrase gemeint sind, wird er wohl kaum treffen. Allerdings – gemessen an Mozarts eigenem Standard wirkt die G-Dur – Sinfonie nicht nur konventionell, sondern bewusst konservativ.“

## Zur Musik
Besetzung: zwei Querflöten, zwei  Hörner in G,  zwei Violinen, Viola, Cello, Kontrabass. In zeitgenössischen Orchestern war es zudem üblich, auch ohne gesonderte Notierung Fagott und Cembalo (sofern im Orchester vorhanden) zur Verstärkung der Bass-Stimme bzw. als Generalbass-Instrument einzusetzen.
Aufführungszeit: ca. 18–22 Minuten (je nach Einhalten der vorgeschriebenen Wiederholungen)
Bei den hier benutzten Begriffen der Sonatensatzform ist zu berücksichtigen, dass dieses Schema in der ersten Hälfte des 19. Jahrhunderts entworfen wurde (siehe dort) und von daher nur mit Einschränkungen auf die Sinfonie KV 199 übertragen werden kann. – Die hier vorgenommene Beschreibung und Gliederung der Sätze ist als Vorschlag zu verstehen. Je nach Standpunkt sind auch andere Abgrenzungen und Deutungen möglich.

### Erster Satz: Allegro
G-Dur, 3/4-Takt, 146 Takte
Die Audiowiedergabe wird in deinem Browser nicht unterstützt. Du kannst die Audiodatei herunterladen.
Das erste Thema (Takt 1–19) besteht aus mehreren Bauteilen: Nach vier Eröffnungs-Akkordschlägen auf G folgt (als Hauptbestandteil) eine Passage, bei der ein zweitaktiges Motiv fortgesponnen bzw. „beantwortet“ wird. Zunächst ist nur die 1. Violine stimmführend (die übrigen Streicher unterstützten als Tremolo-Teppich), bei der Fortspinnung dann auch die Flöten. Der dritte Baustein beginnt mit einer aufstrebenden Unisono-Figur und führt über Tremolo zur Dominante D-Dur. Das ganze Thema steht durchweg im Forte.
Nach kurzer Zäsur beginnt das zweite Thema für Streicher (D-Dur, piano) mit tänzerisch-wiegender Figur in den stimmführenden Violinen. Das Thema wird forte mit Bläserbeteiligung wiederholt und geht dann in die Schlussgruppe (Takt 36 ff.) über, die eine durch Pausen unterbrochene Akkordfolge echohaft im Piano wiederholt und dann die  Exposition als ausformulierte Kadenz (mit virtuosem Sechzehntellauf aufwärts der Violine eingeleitet) beendet.
Der folgende Abschnitt mit überleitendem Charakter enthält eine Abfolge mehrerer kleinerer Motive: zunächst in Terzen und mit Triller, dann mit dissonanten Synkopen aufgelockert und schließlich mit sanglichem Charakter und schreitender Basslinie. Die  Reprise (Takt 87 ff.) ist wie die Exposition strukturiert (jedoch wird z. B. das Schlussmotiv vierfach und mit unisono verstärkt statt zweifach wiederholt). Exposition sowie Durchführung und Reprise werden wiederholt.

### Zweiter Satz: Andante grazioso
D-Dur, 2/4-Takt, 99 Takte
Die Audiowiedergabe wird in deinem Browser nicht unterstützt. Du kannst die Audiodatei herunterladen.
Der Satz, das „Ereignis“ der Sinfonie, beginnt im ersten Thema mit einem „zarten Terzengesang“ der gedämpften Violinen über Pizzicato der tiefen Streicher. Im Nachsatz treten die Flöten stimmführend mit hinzu. Ab Takt 17 folgt unmittelbar das zweite Thema mit seinem auftaktigen Motiv in der 1. Violine mit Echo in den Bläsern über Triolenketten im Staccato der 2. Violine und grundierender Begleitung im Bass. Ab Takt 22 driftet das Thema abrupt in einen exotisch anmutenden, schwebenden „Klangteppich“ mit ausgehaltenen Akkorden der Bläser hinein, der als verminderter Akkord im harmonisch fernen F-Dur beginnt und schließlich zur Dominante A-Dur wechselt. Auch die Schlussgruppe ist mit den einstimmigen Oktavschritten der Violinen ungewöhnlich gestaltet.
Im Mittelteil (Takt 35–52) stellt Mozart zunächst einen neuen sechstaktigen Gedanken in den Streichern mit dialogischem Beginn über schreitender Bewegung im Bass vor, der abwärts geführt wird. Dieser Gedanke beginnt (in Anlehnung an die Schlussgruppe) mit einer Oktave und kombiniert die zweifache Tonrepetition vom ersten Thema mit der Triolenbewegung vom zweiten Thema. Anschließend folgt ein (etwas an das zweite Thema erinnernder) Dialog zwischen Flöten und 1. Violine, der wiederum schlussgruppenartig von einstimmiger Oktavbewegung – nun im Bass – beendet wird. In der Reprise ist das zweite Thema in seiner Länge verdoppelt, und der Schluss des Satzes ist durch eine Coda erweitert.
Insgesamt hat dieser Satz, der bei Einhalten aller Wiederholungen viel Zeit (ca. 9–10 Minuten) benötigt, „etwas Träumerisches, in sich Versunkenes“. Die besondere Klangfarbe kommt durch die gedämpften Violinen, die gemächliche Gangart (schreitender Bass im Pizzicato), die verhaltene Dynamik (meist piano) und die einstimmigen Schlusswendungen zustande.

### Dritter Satz: Presto
G-Dur, 3/8-Takt, 323 Takte
Die Audiowiedergabe wird in deinem Browser nicht unterstützt. Du kannst die Audiodatei herunterladen.
Das erste Thema wird zunächst von den beiden Violinen vorgestellt (stimmführend 1. Violine, Gegenstimme 2. Violine), der Kopf des Themas – ein vom Eingangsthema des Allegros abgeleitetes Viertonmotiv – läuft dann versetzt durch die Instrumente und wird ab Takt 17 zweimal forte-unisono im inzwischen erreichten A-Dur wiederholt.
Das zweite Thema (Takt 25 ff., D-Dur, nur Streicher) beginnt mit demselben Viertonmotiv als Vordersatz, hat dann jedoch eine andere nachsatzartige Fortspinnung und bekommt ab Takt 33 walzerartige Züge. Die Schlussgruppe (Takt 51 ff.) bringt zunächst ein klingelartiges Tonrepetitionsmotiv im Dialog Bläser – Streicher, gefolgt von einer chromatischen Pendelpassage, einem Unisono-Motiv mit Tonrepetition sowie einem zweistimmigen Spiel der Violinen, die zur Wiederholung der Exposition bzw. zur Durchführung überleitet.
Die Durchführung sequenziert dieses Violin-Motiv vom Ende der Schlussgruppe über G-Dur und A-Dur nach H-Dur. In dieser Tonart verebbt die Bewegung, bis schließlich nur noch die 1. Violine übrig bleibt und mit einer in Halbtonschritten fallenden Figur die Reprise einleitet. Diese ist ähnlich der Exposition aufgebaut, allerdings als Coda erweitert, die den Satz mit Tremolo und dem Unisono-Motiv beendet.
Volker Scherliess (2005) veranschaulicht beim Finale die von Ludwig Finscher (1998) angesprochene Diskrepanz zwischen Länge und „Substanz“ der Sinfonie (s. o): „Der Unterschied zwischen einem fein ausgearbeiteten Bild und großflächiger Freskomalerei drängt sich auf: Dieser Sinfoniesatz würde vielleicht besser in eine Serenade passen, deren Ziel es ist, lediglich angenehm zu unterhalten.“ Dagegen sprechen jedoch Feinheiten z. B. bei der Themenführung am Satzanfang (zunächst zweistimmig, dann mehrstimmig, schließlich walzerartig): „Solche unmerklichen Übergänge zwischen den Stilebenen wenden sich nicht nur an die „Liebhaber“, sondern gerade auch an die „Kenner“. Möglicherweise hatte Mozart mit dieser Sinfonie einen ganz besonderen Hörertypus im Sinne und wollte seinen Geschmack „bedienen“.“